# Euproctis galactopis
Euproctis galactopis är en fjärilsart som beskrevs av Turner 1902. Euproctis galactopis ingår i släktet Euproctis och familjen tofsspinnare. Inga underarter finns listade i Catalogue of Life.